# スパロボ学園
『スパロボ学園』（スパロボがくえん）は2009年8月27日にバンダイナムコゲームスのバンプレストレーベルから発売されたニンテンドーDS用ゲームソフト。
キャッチコピーは、「先は読んでも読まれるな! 勝って! 集めて! 対戦だ! 」

## 概要
SDにデフォルメされたロボットたちが競演するクロスオーバー作品「スーパーロボット大戦シリーズ」の一つ。スーパーロボット大戦の略称である「スパロボ」がシリーズで初めて正式タイトルとして組み込まれている。スーパーロボット大戦シリーズにプレイヤー同士の対戦要素を盛り込んだ作品で、システムは『スーパーロボット大戦XO』のスーパーロボット対戦モードをアレンジして作られている。
プレイヤーは軍直属の教育機関「スーパーロボット学園」（スパロボ学園）に編入してきた生徒・佐伯遼駕となり、そこで用いられる戦闘シミュレーター「スーパーロボットバトル」（スパロボバトル）で他の在学生達と対戦を行いながらストーリーを進めていく。舞台である「スパロボ学園」は一見普通の学校であるものの、戦闘指揮官の養成を目的として軍が設立した軍学校であり、授業の一環として作戦の立案や様々な兵器の講習を取り入れている。それに加え、全てをスパロボバトルで決着をつけることが求められており、スパロボバトルを挑まれた場合、拒否することは許されていない。
ストーリー展開はオリジナルキャラクターによって行われ、下記の登場作品は全て「スーパーロボットバトル」における対戦データとして扱われる。プロデューサーの寺田貴信は「友達とのコミュニケーションツールになる『スパロボ』を作りたかった」と製作のきっかけを述べており、一人でプレイする際はストーリーが必要なものの、参戦作品が多く話がまとめるのが難しくなったため、思い切ってオリジナルの学園ものにしたという。

## ストーリー
異星人や異世界からの侵略を数多く受けた地球。だがそれは数多くのロボット達によって防がれた。軍はまた現れかねない侵略者に対抗するため、あらゆる能力を持ったスペシャリストの育成を目指し、戦闘シミュレーター「スーパーロボットバトル（通称：スパロボバトル）」を作成する。
スパロボバトルは予想以上の効果を発揮したため、軍は次世代の育成のためスパロボバトルを教育に組み込んだ施設を開設した。それが、「スーパーロボット学園（通称：スパロボ学園）」である。

## 参戦作品

### 一覧
- 破邪大星ダンガイオー
- フルメタル・パニック!
- フルメタル・パニック?ふもっふ
- フルメタル・パニック! The Second Raid
- ブレンパワード
- 蒼き流星SPTレイズナー
- 勇者王ガオガイガー
- 勇者王ガオガイガーFINAL
- オーバーマン キングゲイナー
- 機動戦艦ナデシコ -The prince of darkness-
- 蒼穹のファフナー
- 電脳戦機バーチャロン マーズ
- 機動武闘伝Gガンダム
- 新機動戦記ガンダムW Endless Waltz
- 機動戦士ガンダムSEED ASTRAY
- 機動戦士ガンダムSEED X ASTRAY
- 機動戦士ガンダムSEED DESTINY
- 機動戦士ガンダムSEED C.E.73-STARGAZER-
- デトネイター・オーガン
- 冥王計画ゼオライマー
- ガイキング LEGEND OF DAIKU-MARYU
- 超電磁ロボ コン・バトラーV
- 超電磁マシーン ボルテスV
- 百獣王ゴライオン
- 鋼鉄神ジーグ
- 超獣機神ダンクーガ
- 機獣創世記ゾイドジェネシス
- 真(チェンジ!!)ゲッターロボ 世界最後の日
- マジンカイザー
- マジンカイザー 死闘!暗黒大将軍
- 神魂合体ゴーダンナー!!
- 神魂合体ゴーダンナー!! SECOND SEASON
- ガン×ソード

### 解説
全33作品。上記に加え登場作品には明記されていないが、『スーパーロボット大戦OG ORIGINAL GENERATIONS』からコンパチブルカイザーが登場する。
『真(チェンジ!!)ゲッターロボ 世界最後の日』以外の作品はすべて『スーパーロボット大戦J』、『スーパーロボット大戦W』、『スーパーロボット大戦K』に登場した物から選ばれている。このため、シリーズ初登場の作品は無い。なお、『真（チェンジ!!）ゲッターロボ 世界最後の日』も戦闘アニメーションは、『スーパーロボット大戦W』の『真・ゲッターロボ（原作漫画版）』の物が流用されている。

### パッケージ登場機体
- ブラックサレナ（機動戦艦ナデシコ -The prince of darkness-）
- ガイキング・ザ・グレート（ガイキング LEGEND OF DAIKU-MARYU）
- テムジン747J（電脳戦機バーチャロン マーズ）
- 天のゼオライマー（冥王計画ゼオライマー）
- ダンクーガ（超獣機神ダンクーガ）
- ゴーダンナーTDM（神魂合体ゴーダンナー!!）
- オーガン（デトネイター・オーガン）
- マークザイン（蒼穹のファフナー）
- ゴライオン（百獣王ゴライオン）
- ストライクノワール（機動戦士ガンダムSEED C.E.73-STARGAZER-）
- ダン・オブ・サーズデイ（ガン×ソード）
- スターガオガイガー（勇者王ガオガイガー）
- ARX-7 アーバレスト（フルメタル・パニック!）
- マジンカイザー（マジンカイザー）
- ムラサメライガー（機獣創世記ゾイドジェネシス）

## 登場人物
声の項はPVでのもの。ゲーム本編自体に声はない。
佐伯 遼駕（さえき りょうが）
声 - 宮坂俊蔵
本作の主人公。スーパーロボット学園に編入してきた、高校2年生の17歳。
物語開始直前まで他の町に引っ越していたが、スパロボ学園に編入したことで、数年ぶりに咲弥と過ごした町に帰ってくる。
転校初日に轟と行ったスパロボバトルの弾みで、魅門の封印されていた祠を破壊してしまい、以降魅門の再封印のための調査を引き受けることになる。
単純明快な熱血漢で、考えるよりも先に行動を起こすタイプ。悪く言えば喧嘩っ早く、以前の学校では問題児として扱われていた。
基本的にはお人よしで仲間思いであり、困っている人を放っておけない性格で、周囲からの信頼は厚い。
また、恋愛に関しては非常に鈍感であり、咲弥の好意に全く気付いていなかった。ただし、咲弥のことはそれなりに大切に思っているのか、堂々と「護る」宣言をしたりもする（もっとも、そのセリフはたまたま屋上でインタビューを受けていたてすらに向けられていたマイクに集音され、学園中に響き渡る大規模なカミングアウトになってしまい、「これは何かの間違いだ」と言って逃げ出したが）。
実は彼の編入は学園長の手によって行われたものであり、学園長は生徒達の意識改革を目的として問題児の彼を呼び寄せたのだった。
最終的にはほぼ全ての女性キャラクターを無自覚の内に惚れさせてしまう。また、魅門の一件で活躍したことにより、学園の人気者にもなった。
劇中作『バーンブレイド3』の大ファン。
瀬戸 咲弥（せと さくや）
声 - 三上枝織
スーパーロボット学園に通う高校2年生の16歳。
遼駕とは家が隣の幼馴染であり、スパロボ学園への編入によって再会を果たす。物心ついた頃から遼駕に好意を抱いているが、今の関係が壊れるのを恐れ、未だに告白する勇気を持てずにいる。
その可愛らしいルックスから学園のアイドルとなっており、何人もの男子生徒に告白されている。なお、髪型はインテークである。
明るく、人当たりがいい性格だが、なかなか遼駕に告白できないように、やや控えめな部分もある。また、嫉妬深い一面も持ち合わせており、作中では遼駕が他の女性キャラクターと仲良くする度に機嫌を悪くしていた。引っ込み思案で、一人で勝手に深刻な方向に考えて暴走する悪癖がある。
遼駕の言葉を真に受けて遼駕は自分を嫌いになったと思いこみ、「ネズミ捕り」の囮役として自ら勾玉を投げ捨て遼駕と仲直りしたいと願い、それに呼応した魅門を憑依させる。その後旧校舎に向かい、追ってきた遼駕に対して「幼馴染だから何でもわかる」と発言するが遼駕の熱い叫びを受け、「元に戻りたい」と彼に訴え、遼駕とのスパロボバトルで魅門を自らの体から引き離した。願いがささやかで善い願いであったためか、魅門からの意識干渉は一切なく、正気を保っていた。
魅門の一件以来、学園の人気者になった遼駕に対し、幼馴染として複雑な想いを抱いている。悪癖は改善されていない模様。
使用するユニットは、ゴーダンナーやダリア・オブ・ウェンズデイなど。
轟 剛太郎（とどろき ごうたろう）
スーパーロボット学園に通う高校2年生の17歳。
今となっては珍しい古風な番長であり、多数の舎弟を抱えている。ペーパーテストの成績は下だが、スパロボバトルでの実力は校内トップクラス。
背中に桜吹雪の痣を持っており、スパロボバトルの際には自らの誇りの証としてこれを晒すが、遼駕にはハートマークと勘違いされた。転校初日の遼駕に決闘を申し込むが敗北、その拍子に魅門の封印されていた祠を破壊してしまう。
豪快かつ暑苦しい気質の持ち主で、遼駕以上に単純な性格。遼駕同様情に厚い部分も持ち合わせており、根底では似た者同士である。小夜にベタ惚れしており、度々熱烈なアプローチをかけているが、その度に邪険に扱われている。背中にエンジンを背負っているが、これはただの飾りではなく、彼の調子に密接に関わっているものらしい。それゆえに、一度故障してエンジン音が出なくなると、著しくモチベーションが低下する。
本名は持田 和樹（もちだ かずき）。行方不明となっていた菜波の兄である。幼少期の頃の体験から己の非力を痛感し、妹を守れる強い男になるべく家を出る。だが自分のルックスが菜波の抱くイメージからかけ離れていたことから、なかなか兄であることを名乗れずにいた。犬猿の仲であった遼駕とはこの一件を機に和解し、以降は「心の友」と呼ぶようになる。現在の番長スタイルはこの時彼が参考としたものであり、背中の桜吹雪はこの頃菜波を庇ってついた豚の蹄の痕である。幼少期は現在と異なり美形だった。
使用するユニットは、マジンガーZやグレートマジンガーなどのマジンガー系。
美倉 てすら（みくら てすら）
スーパーロボット学園に通う高校2年生の16歳。オカルトやUMAの類が大好きであり、自らもオカルト研究会に所属している。
水晶玉とダウジング棒を持ち歩き、常に不思議を探している。
大人しく内向的な性格だが、いかなる事態に陥っても取り乱すことが少ないなど、意外と度胸が据わっている。
かつて外国の遺跡を探索していた際に、偶然妖怪コカトリスと遭遇し、瞳に取り憑かれてしまう。それ以来迂闊に人を石化させないようにと、前髪を伸ばして瞳を隠していた。そのため素顔が判然としなかったが、UFOの一件でかなりの美少女であることが判明。
魅門の一件以来、遼駕をオカルト部に勧誘している。
使用するユニットは、バイオヴォルケーノやバイオプテラなどのゾイド系。
四条 小夜（しじょう さや）
遼駕達のクラスの担任であり、スーパーロボット学園の教官。28歳。担当科目は数学。
スタイル抜群の美人教師であり、教育熱心な姿勢から人気は高い。生徒達にスパルタ教育を施しており、伏字でなければ表記できない罵声を飛ばすことも。
普段はクールな性格だが、感情の起伏が極端に激しく、怒ると誰にも手がつけられない。この性格から男性になかなか好かれずに、ことごとく結婚を逃してしまっている。それ故に「30までに結婚したい」と焦りを抱いており、彼女の前で結婚と年齢の話は禁句とされている。
魅門の一件以降「運命の人は自分で育てる」などという多々無理がある持論を構え、遼駕を特別視するようになった。
使用するユニットは、天のゼオライマーやコン・バトラーVなど。
東雲 京香（しののめ きょうか）
スーパーロボット学園に通う高校3年生の18歳。
東雲家に代々伝わる武術「鬼神拳」を修めており、「歩くトロニウム・エンジン」と称されるほどの実力を持つ。男子生徒からの人気は高く、どこからか湧き出た「彼女に勝てば付き合ってもらえる」という噂を信じた生徒達に、度々挑戦されては返り討ちにしている。
小夜に匹敵する抜群のプロポーションの持ち主。常に道着姿。
体育会系らしいさっぱりとした性格。弱い男には興味がない。ただし男性への免疫がないのか、遼駕に保健室へ担がれた時は顔を真っ赤にしていた。
なかなか素直になれないなど、普段の性格に反して恋愛には臆病。
使用するユニットは、ジェイアークとリアル系ユニット。
望月 葵（もちづき あおい）
スーパーロボット学園に通う高校3年生の17歳。高いカリスマを持った生徒会長であり、学業の成績もトップクラス。生徒達の相談にも表面的には快く応じており、学園内での評判はよい。京香とは友達同士。
一見マトモな人間のようだが実は世界征服を企んでおり、内心では他人を見下し利用する対象として見なしている腹黒い性格をしたマッドな人。生徒会長になったのも、常に組織の頂点にありたいという支配欲を満たすためである。
実は、彼女が生徒会長になるように学園長が裏で手を回していた。
魅門の力でついに野望成就への一歩を踏み出すが、遼駕に阻止され、京香にアザができるほどに散々打ちすえられた。しかしまったく懲りた様子は見せていない。
コンピューターの扱いに長けており、学園のあらゆる情報を握っている。過去には学園のサーバーに侵入を試みたほどのハッキング技術の持ち主。
魅門の一件以来、遼駕を自らの片腕として、若しくは最大の敵として生徒会に置こうと企んでいる。つまり、いまだ懲りていない。
使用するユニットは、ストライクフリーダムガンダムやエターナルなどのガンダムSEED系。
天使 吹雪（あまつか ふぶき）
スーパーロボット学園に通う高校1年生の15歳。重度の武器マニアであり、常に物質圧縮マフラーの中に大量の武器を収納し、サバイバルゲームに興じている。実体化した魅門に最初に遭遇したキャラクターであり、そうとは知らずに交友を築いた。校内の教室1つを武器倉庫として私物化しており、没収された後には旧校舎を利用しようとしたが、現行校舎の倉庫は一向に片付けられる気配がない。
陽気で活発な性格をしており、自由奔放な振る舞いを見せる。誰とでも分け隔てなく接することができるが、自身の趣味に関しては非常に頑固で融通が利かない。オクスタンランチャーや参式斬艦刀など、往年のバンプレストオリジナル武器をコレクションとして保有している。最後の切り札はヴァルシオーネ・レプリカと命名されたコスプレ衣装で、完全実弾装備の優れ物である。
本名は天使 噛恵留（あまつか がぶりえる）。世界的に有名な天使財閥の令嬢だが、両親が武器開発に理解を示さなかったため出奔した。噛恵留という名前も気に入っておらず、その際にあっさりと捨ててしまっている。
遼駕のことは武器同好会の「同志」と思っている（むろん遼駕自身は武器には全く興味がない）。
使用するユニットは、オーガンやアストレイBFセカンドL・LLなどのリアル系ユニット。
持田 菜波（もちだ ななみ）
スーパーロボット学園に通う高校1年生の14歳。幼少期に生き別れた兄を捜している。スパロボバトルに関しては非凡な才能を持っており、猛勉強の末に学園への飛び級入学を果たした。
礼儀正しく素直な性格。兄同様の優れた運動神経を有しており、多少のことでは傷つかない丈夫な体の持ち主。兄が素敵な男性に成長していることを願っており、それゆえに実際に轟が兄であることを知った時には多少ショックを受けたようだが、兄妹仲は良好である。なお、兄がスパロボ学園に入学したと教えたのは、彼と連絡を取り合っていた両親だったが、それが轟であるということは内緒にされていたらしい。
使用するユニットは、ゴッドガンダムやブレイドガイナーなどのパワー系ユニット。
南雲 裕一郎（なぐも ゆういちろう）
スパロボ学園の学園長。
初対面でいきなり砕けた口調の遼駕に対し「下手に気を遣われるよりも気が楽だ」と言うなど、血の気の多い生徒達をまとめあげるに相応しい豪壮な人物。
常に微笑みを崩さない飄然とした人だが、部下思いであるらしく、小夜のお見合いを設定したりもする。
学園中を歩いて回るのが趣味。
過去実際に戦闘指揮官として戦った経験があり、スパロボ学園のあり方について疑念を抱いている。問題児の遼駕を裏で手をまわして転入させたのも、生徒達の意識改革が目的だった。また、京香に関する噂を流したり、吹雪に音声式ロックの情報とともに開かずの間の情報をメールで教えたりもした。
そして魅門の復活を受け、彼女の意識干渉によってついに不満を爆発させ、裏山の秘密基地に隠匿されていた戦争の遺物「バスターキャノン」を起動させるも、遼駕とのスパロボバトルに敗れ、正気を取り戻す。
使用するユニットはキングダリウスや荒之皇など、大ボス級ユニットが中心。
魅門（みかど）
遥か過去にこの地に封印された、強大な力を持つ妖狐。もともとは土地神だった。本作メインシナリオにおける最終ボス。
学園の各所にある祠に安置されていた勾玉によって封印されていたが、遼駕とのスパロボバトルに敗北し吹っ飛ばされた轟が祠の一つを破壊してしまい、完全でないながらも目覚める。学園長の命を受け遼駕達は彼女を再び封印すべく全ての勾玉を集めるが、それによって完全に復活してしまう。
人のさまざまな願いを叶えることを何よりの喜びとし、またそれによって自身を縛る呪いを解くことを望んでいる。また、人間の傲慢さを嫌っていたが、その実人間という種族が大好きであり、集落に降りては歩き回っていたのも、人間達と仲良くしたいがためであった。しかし、その力を恐れた人間たちにより、封印されることになる。
彼女を封印していた勾玉を所持する人間に対しては妖力を行使できない。
てすらの言葉に反応して出現、その後吹雪の前でついに姿を現す。彼女たちのみならずさまざまな人物の願いをかなえていくが、行き過ぎた願い事は願い事をした者の意識に干渉し、うまくいかないように仕向け、大惨事が起こらぬように配慮していた。その一方で、咲弥の遼駕に対する想いと「遼駕と仲直りしたい」という小さいながらも切実な願いには、乗り移っていながらも全く干渉せず、咲弥は正気を保ったまま遼駕と仲直りをすることができた。
呪縛を解くためには1000の願い事を叶える必要があり、条件を達成すると彼女が解放される。学園長の願いに同調し、バスターキャノンによって一帯を消滅させることを画策するも、遼駕とのスパロボバトルに敗れ、バスターキャノンを止めるべく妖力を使い果たし、一度は消滅する。しかしその後遼駕らの言葉に呼応し、人間の姿で蘇る。その後はスパロボ学園の生徒になった。
人間の姿で蘇った後も妖力は残されており、妖狐としての姿に戻ることは可能。スタイルは遼駕の好みに合わせて設定したらしい（本人談）。
遼駕の言葉に呼応して復活したため、「責任とってたもれ」と言って彼の妻を自称するようになる。また、女性陣をファーストネームで呼ぶが、遼駕のことは名字で呼ぶ。
遥か過去から存在しているだけあって、古風な口調で話す。
本体は裏山の秘密基地の地下に封じられていたが、蘇った時に壊れたため、現在の姿が本体となった。
使用するユニットはガイキング・ザ・グレートやARX-7 アーバレストなど、原作の主人公クラスのキャラクターが搭乗する機体。

## スタッフ
- プロデューサー - 小椋亙、寺田貴信、じっぱひとからげ
- ディレクター - 橋野いすか、矢羽美瀬奈
- オリジナルキャラクターデザイン - 駒都えーじ
- シナリオ - 橋野いすか、小椋亙、佐藤大介
- 作曲 - 飯田一之

## プロモーション

### 購入特典
予約特典はオリジナルトランプ。

## 関連商品

### 攻略本
- スパロボ学園 パーフェクトバイブル ISBN 9784047260498